# Toyota GT86
De Toyota GT86 (en de op hetzelfde concept gebaseerde Subaru BRZ en Scion FR-S, verkocht in de Verenigde Staten) is een achterwielaangedreven sportcoupé van de Japanse autofabrikant Toyota. In 2009 werd het eerste concept, de FT-86 gepresenteerd. Het jaar erna, in 2010, liet Toyota de FT-86 G Sports Concept zien, samen met enkele andere conceptauto's. In 2011 werden de concepts FT-86 II, de BRZ concept van Subaru en de FR-S concept van Scion onthuld. In 2011 werd ook de echte versie gelanceerd, die vanaf 2012 verkocht wordt. 
Het getal 86 uit de naam GT86 komt een aantal maal terug in het ontwerp van de auto. Zoals in de boring en slag van de motor, die meet 86 x 86 mm. Ook de diameter van de einddemper van de uitlaat bedraagt 86 mm. In de VS zijn de eerste 86 exemplaren op basis van een online voorinschrijving verkocht gedurende 8 uur en 6 minuten. Deze 86 eigenaren kregen hun exemplaar als eerste geleverd, nog voordat de GT86 aan het grote publiek aangeboden werd.

## Gran Turismo-videospellenreeks
In de originele versie van het videospel Gran Turismo 5 voor de PlayStation 3 zaten de FT-86 concept en de FT-86 G Sports concept. Met  update 2.02 werden de GT 86 (gratis cadeau bij update) en de FT-86 II (als je 2 keer een onderdeel van de vorige downloadbare content had gekocht) toegevoegd.
De Toyota GT86 is ook te gebruiken in Gran Turismo Sport voor de PlayStation 4 als standaard uitvoering, Gr.4-klasse auto en Gr.B Rally car.

## Fotogalerij

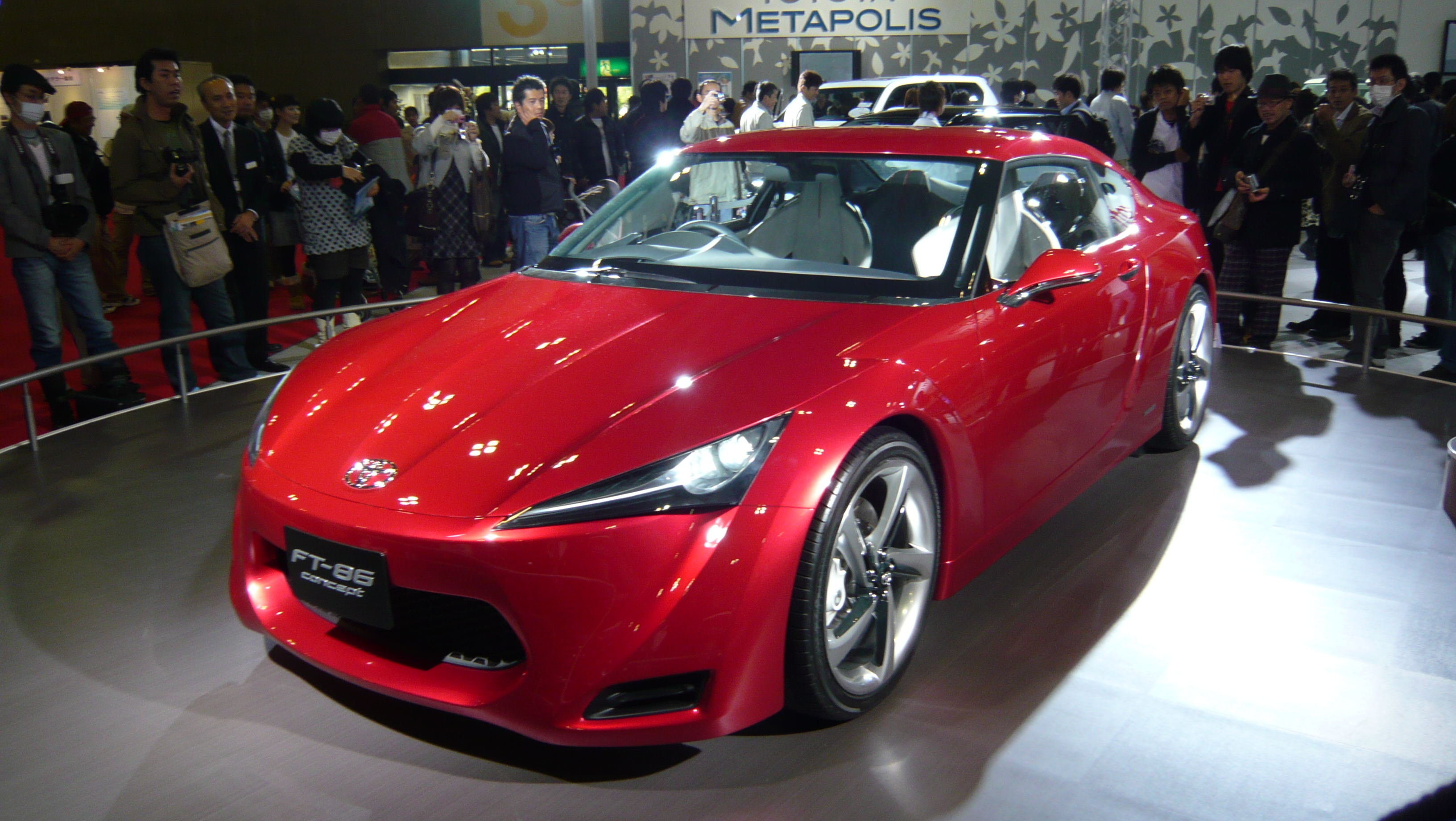
Toyota FT-86 Concept
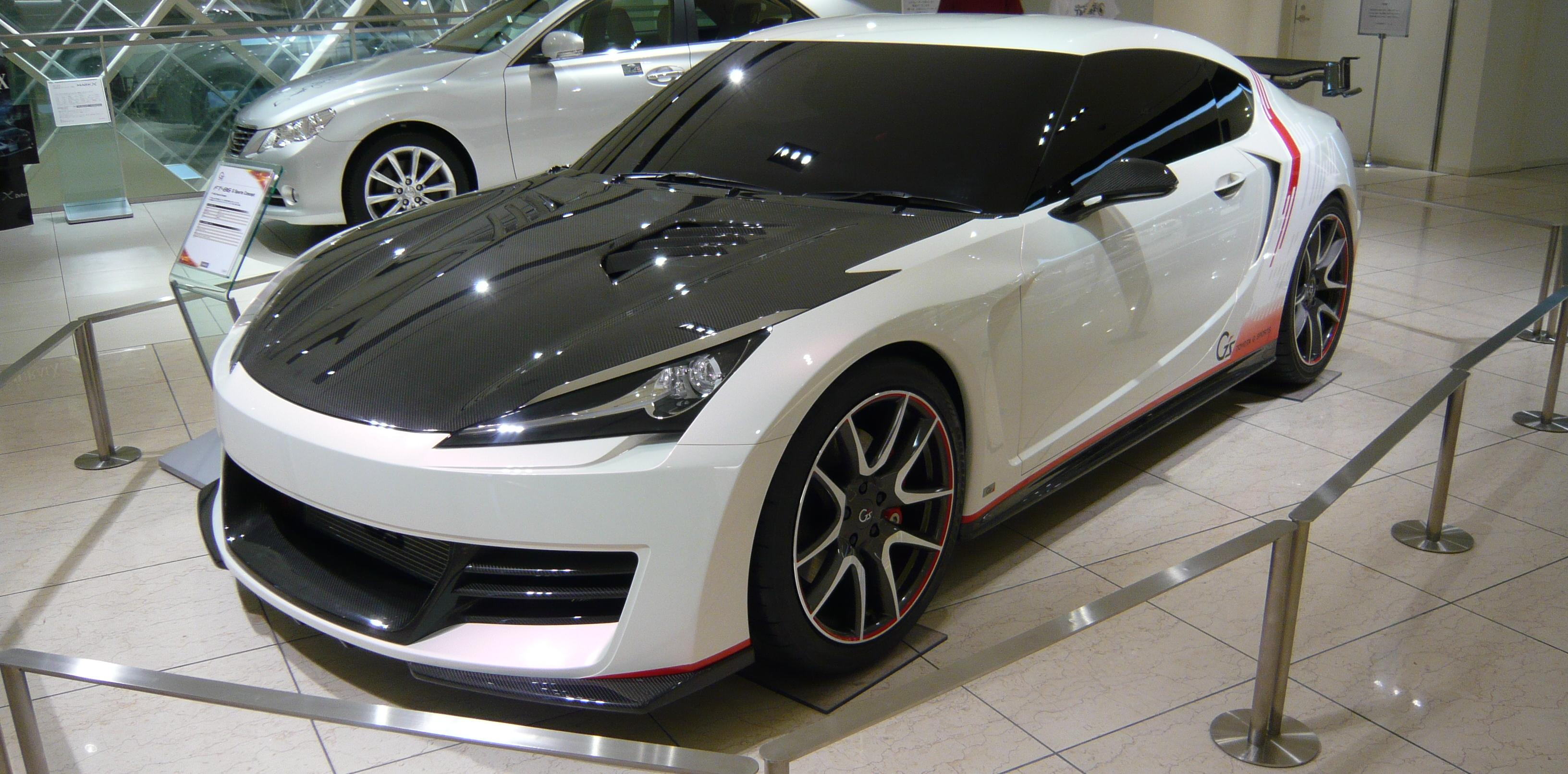
Toyota FT-86 G Sports Concept
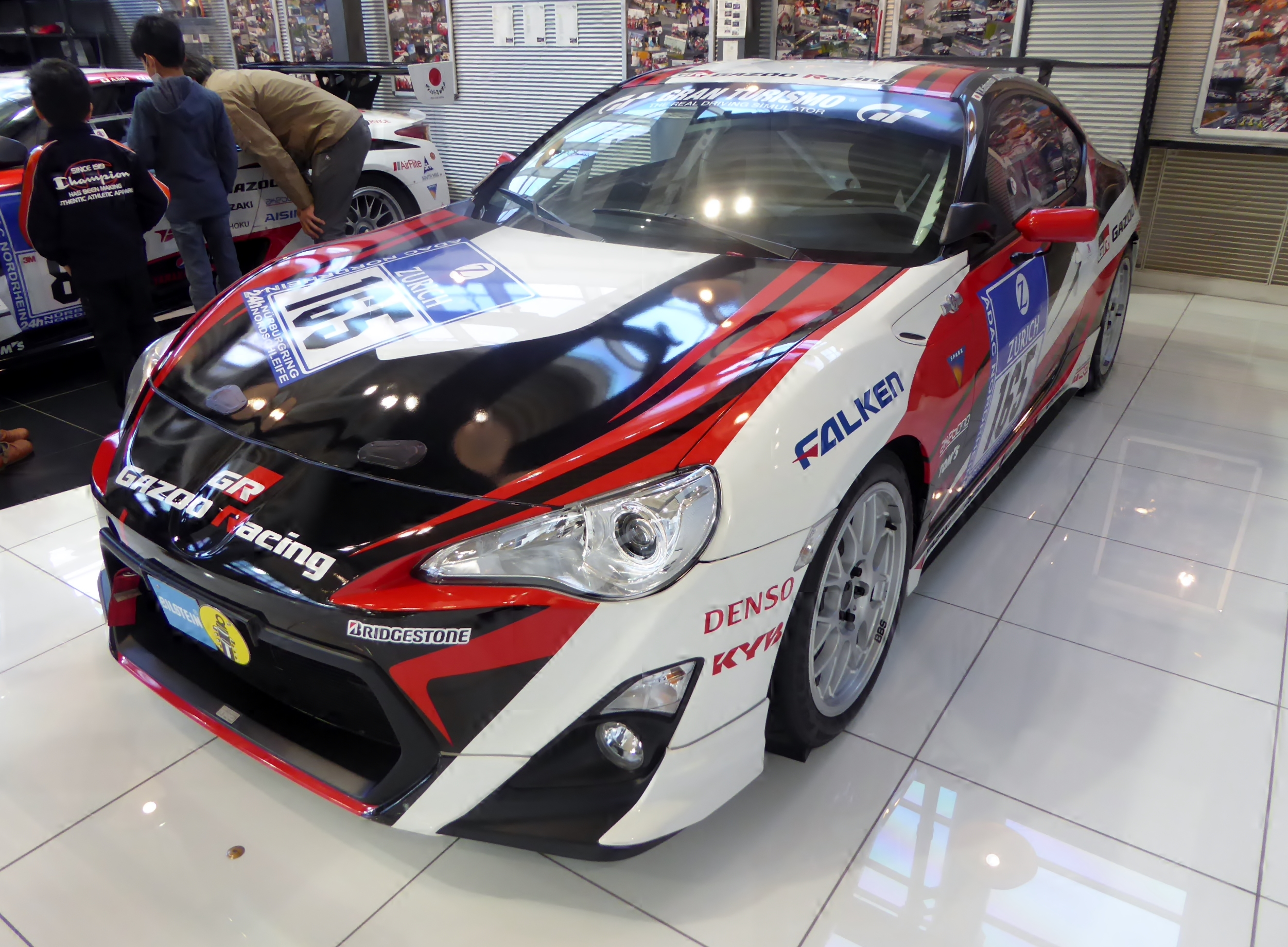
Toyota GT86 Gazoo Racing (Nurburgring)
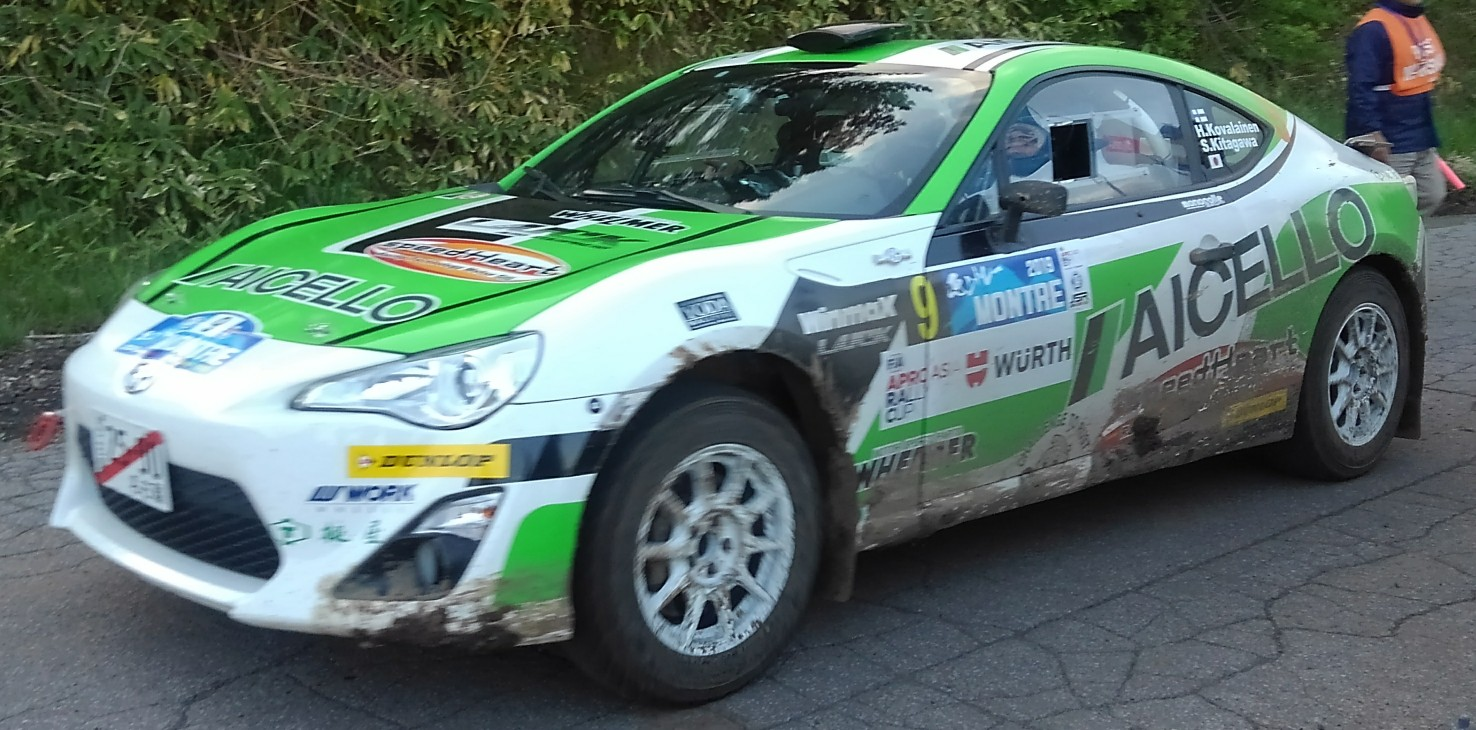
Toyota GT86 Rally
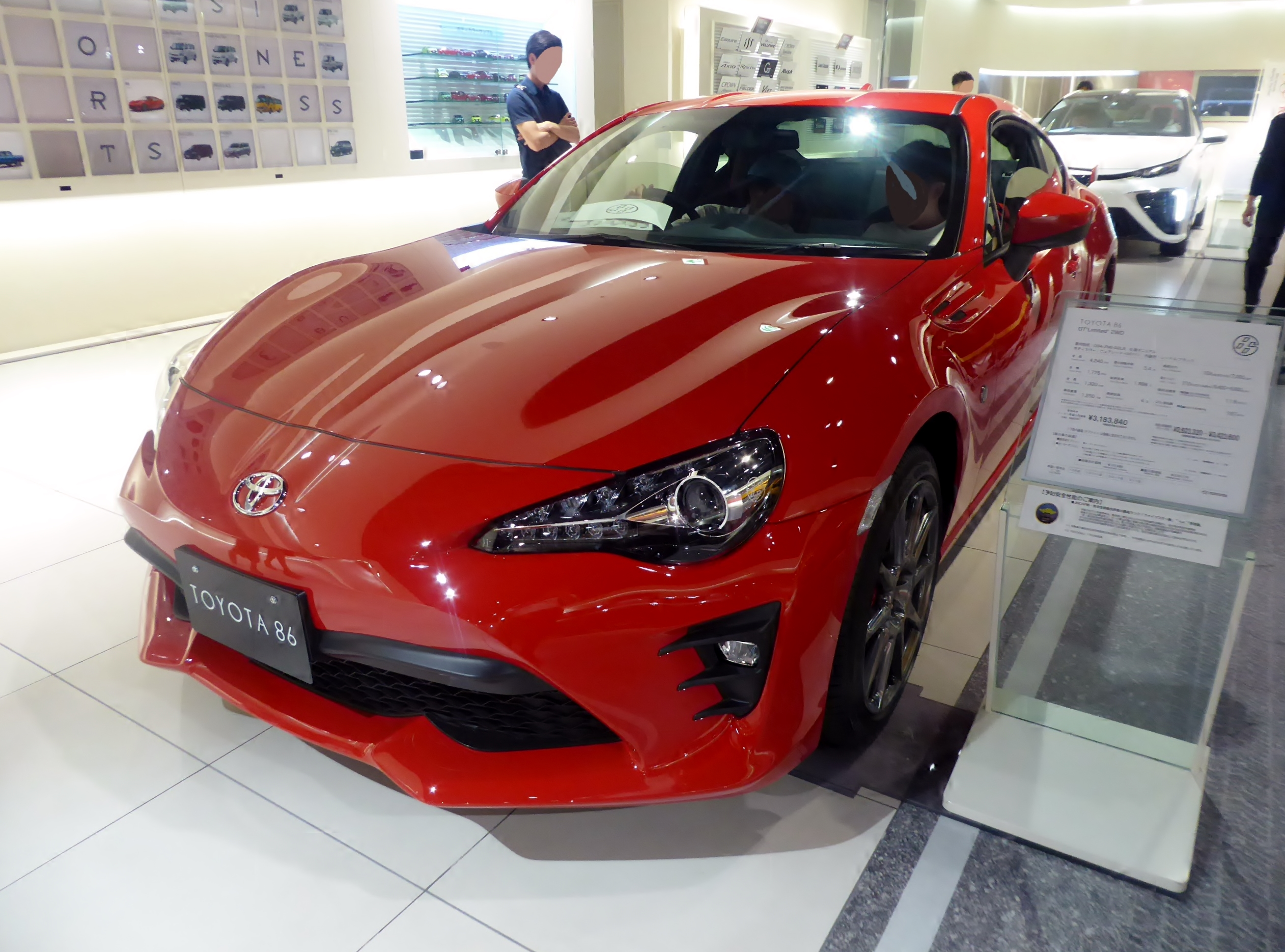
Toyota 86 GT"Limited

Personenauto's (leverbaar): Aygo · bZ4X · Camry · Corolla · C-HR · Highlander · Land Cruiser · Mirai · Prius · RAV4 · (GR) Supra · Yaris · Yaris Cross

Bedrijfswagens: Hilux · Proace

Niet meer leverbaar: 1000 · 2000GT · 4Runner · Auris · Avensis · Avensis Verso · Carina · Celica · Corolla Verso · Corona · Cressida · Crown · Dyna · FunCruiser · GT86 · Hiace · iQ · LiteAce · MR2 · Paseo · Picnic · Previa · Starlet · Tercel · Urban Cruiser · Verso · Verso-S · Yaris Verso